# جنگ شعب
«جنگ شعب» (به انگلیسی: Branch Wars) دهمین قسمت از فصل چهارم مجموعۀ تلویزیونی کمدی آمریکایی اداره و به طور کلی قسمت شصت و سوم این مجموعه است. این قسمت به نویسندگی میندی کالینگ و کارگردانی جاس ویدون در ابتدا در ایالات متحده در ۱ نوامبر ۲۰۰۷ از ان‌بی‌سی پخش شد. این قسمت نشان‌دهندۀ بازگشت رشیدا جونز، بازیگر سابق سریال در فصل سوم است. او در فصل سوم نقش دوست دختر قبلی جیم، کارن فیلیپلی را بازی می‌کند که اکنون مدیر منطقه‌ای شعبۀ یوتیکا شده‌است.
کارن سعی می‌کند استنلی هادسون (لسلی دیوید بیکر) را از داندر میفلین اسکرانتون شکار کند و استنلی به شعبه اطلاع می‌دهد که او در حال ترک داندر میفلین است. برای انتقام، مایکل اسکات (استیو کرل) و دوایت شروت (رین ویلسون) جیم هالپرت (جان کرازینسکی) را فریب می‌دهند تا به شعبۀ شرکت در یوتیکا سفر کند، جایی که گروه سعی می‌کنند با کارن شوخی کنند. در دفتر، پم بیزلی (جینا فیشر)، اسکار مارتینز (اسکار نونز)، و توبی فلندرسون (پل لیبرشتاین) سعی می‌کنند جلسۀ باشگاه خود را برگزار کنند که نتایج فاجعه باری به همراه دارد.